# Wola (województwo śląskie)
"TO JUŻ NIE JEST WIEŚ!" -  
Wola – wieś w Polsce położona w województwie śląskim, w powiecie pszczyńskim, w gminie Miedźna, podzielona na 3 jednostki pomocnicze: sołectwo Wola, sołectwo Wola I i sołectwo Wola II.
Wola zajmuje 16,23 km² powierzchni. Trzy sołectwa liczą 7815 mieszkańców (według stanu na 29 października 2015 r.). W związku z powyższym jest to największa miejscowość gminy Miedźna biorąc pod uwagę zajmowaną powierzchnię oraz pod względem liczby mieszkańców.
Początki Woli według Ludwika Musioła sięgają połowy XV wieku. Również źródła kościelne potwierdzają jego tezę, datując pierwszą wzmiankę o Woli na rok 1441 lub 1469. Pierwsza pewna wzmianka pochodzi z 1517 roku, w sporządzonym po czesku dokumencie sprzedaży księstwa pszczyńskiego jako wes Wole.

## Położenie
Wola leży w Kotlinie Oświęcimskiej, w dolinie Wisły. Wschodnią granicę Woli wytycza rzeka Wisła. Od średniowiecza rozgranicza w tym miejscu Śląsk z ziemią krakowską. Za rzeką znajduje się miejscowość Harmęże, a dalej w kierunku północno-wschodnim, niespełna 5 km w linii prostej, rozciąga się Brzezinka. W okresie okupacji niemieckiej podczas II Wojny Światowej w Harmężach istniał podobóz KL Auschwitz – Harmense, natomiast w Brzezince część obozu koncentracyjnego Auschwitz-Birkenau. Północnym sąsiadem, za rzeką Korzyniec, jest wieś Jedlina, należąca obecnie do gminy Bojszowy. Od zachodu, za kompleksem lasów wolskich, rozciąga się wieś Międzyrzecze, należąca do tej samej gminy, co wcześniej wymieniona Jedlina. Południowym sąsiadem Woli jest nieduża wieś Gilowice.

## Nazwa
Nazwa miejscowości wywodzi się od słowa wolność i w średniowieczu w języku staropolskim miała właśnie takie znaczenie. Nazwa jest pozostałością przywileju wolnizny nadanego przez właściciela ziemi na określony czas (czasem nawet do 20 lat, jeśli teren na którym lokowano wieś wymagał dużego nakładu pracy), a zwalniającego z wszelkich powinności, służb czy opłat na rzecz dziedzica. Dopiero po wspomnianym okresie dziedzic zaczynał pobierać opłaty na swoją korzyść. W dokumentach w całej Polsce po raz pierwszy miejscowości z Wolą w nazwie lub tylko o takiej nazwie znajdziemy w połowie XIII wieku, natomiast wsi o takiej nazwie lokowano najwięcej w XIV wieku, co wiązało się z przyjęciem do użytku lokacyjnego miast i wsi prawa magdeburskiego.

## Historia

### Początki miejscowości
21 lutego 1517 roku we Frysztacie książę Kazimierz II cieszyński wraz z synem Wacławem sprzedał Aleksemu Thurzo z Betlemfalwy i jego powiernikom – ks. Stanisławowi Thurzo, biskupowi ołomunieckiemu oraz ks. Janowi Thurzo, biskupowi wrocławskiemu za 40000 złotych węgierskich cztery miasta (Pszczyna, Bieruń, Mysłowice i Mikołów) i pięćdziesiąt wsi (m.in. wes Wole) tworzących komorę pszczyńską wraz z zamieszkującą ją ludnością. Umowa została poręczona przez 16 mężów zaufania wymienionych w dokumencie z imienia i nazwiska oraz potwierdzona przez nich pieczęciami. Datę sprzedaży ziemi pszczyńskiej przyjmuje się za początek funkcjonowania pszczyńskiego państwa stanowego, którego Wola była nierozerwalną częścią. W dokumencie wymieniona jest również krczma v Wieze s mythem mostniem a skladnym y spletnym. Zdaniem części badaczy był to przysiółek należący do Woli, który miał znajdować się na północ od wsi niedaleko stawu Wierznik. Natomiast XIX wieczny kronikarz Henryk Wilhelm Fryderyk Schaeffer dodaje, że Wieża znajdowała się na głównej drodze krakowskiej – ważnym szlaku handlowym. Dzięki komorze celnej w przysiółku Wieża panowie pszczyńscy zmonopolizowali na terenie Śląska handel solą wielicką. Pierwszy raz w dokumentacji panów pszczyńskich o Wieży wspomniano na początku XV wieku. Wiadomo, że znajdowała się tam karczma z wyszynkiem trunków, a na moście na Wiśle pobierano myto wodne i mostowe, które było stałym dochodem panów pszczyńskich. Warto zaznaczyć, że utrzymanie mostu w dobrym stanie było powinnością mieszkańców Woli. Znany jest również dokument Jana II Żelaznego z 1423 roku, który nadał przywilej warzenia piwa w Wieży sołtysowi z Woli o nazwisku Rozmus. Mieszkańcy Woli oraz Wieży wspólnie uczęszczali do kościoła w Miedźnej. Dopiero po wiekach przynależności do parafii w Miedźnej samodzielna parafia powstała w 1870.

### Po 1914 roku
Do zakończenia I wojny światowej miejscowość leżała w granicach Cesarstwa Niemieckiego. W wyniku działań rewolucyjnych w Niemczech i rozkładowi Cesarstwa na ziemiach zaboru pruskiego, także w prowincji śląskiej, Naczelna Rada Ludowa zorganizowała wybory do Polskiego Sejmu Dzielnicowego, który obradował w Poznaniu w dniach 3–5 grudnia 1918 roku. Delegatem wybranym w Woli i okolicznych miejscowościach był Franciszek Rozmus, odnotowany jako delegat z Lędzin. Inni mieszkańcy miejscowości włączyli się w działalność Towarzystwa Gimnastycznego „Sokół”, nawiązując kontakt z organizacją w Mysłowicach. W tym okresie wykształciła się grupa osób skupiona wokół Franciszka Rozmusa i Władysława Janosza działająca na rzecz przyłączenia Woli i ziemi pszczyńskiej do Polski. Mieszkańcy Woli angażowali się w organizację powstań śląskich oraz brali w nich czynny udział. Na polecenie Polskiej Organizacji Wojskowej Górnego Śląska na krótko przed wybuchem I powstania śląskiego Sylwester Janosz i Ludwik Wojciech przewozili w rejon Raciborza materiały wybuchowe, które miały posłużyć do wysadzenia mostów na Odrze. Po wybuchu I powstania śląskiego 17 sierpnia miejscowi członkowie POW G.Śl. podzieleni na trzy grupy rozbroili placówkę Grenzschutzu, a następnie wraz z ujętymi jeńcami przeprawili się przez Wisłę do Polski. Następnie powstańcy pod dowództwem Franciszka Rozmusa, Franciszka Pawełko i Władysława Janosza powrócili na teren Woli i dwa razy odpychali siły niemieckie od miejscowości. Dopiero kolejny nocny atak Niemców przyniósł im sukces i powstańcy wycofali się za Wisłę do Harmęż, skąd ostrzeliwali pozycje niemieckie. Mimo prób nie udało im się ponownie odbić wsi. Jednym z efektów I powstania było usunięcie z terenów spornych Grenzschutzu. W rękach niemieckich pozostała jednak policja – Sipo. Podczas II powstania śląskiego powstańcy ponownie rozbili siły niemieckie na terenie Woli i zajęli wieś. Mieszkańcy Woli czynnie wzięli udział również w plebiscycie opowiadając się za przyłączeniem do Polski. Kolejne III powstanie śląskie doprowadziło do podjęcia ostatecznej decyzji przez Komisję Międzysojuszniczą, a co za tym idzie przez Radę Ambasadorów i ziemia pszczyńska wraz z Wolą znalazła się w granicach Polski. Od odzyskania niepodległości w 1918 roku granica na Górnym Śląsku w wyniku walk w czasie powstań śląskich oraz przeprowadzonego plebiscytu ukształtowała się w październiku 1921 roku, kiedy to faktycznie ziemia pszczyńska znalazła się w II Rzeczypospolitej, choć akt prawny nadający ramy województwa śląskiego został przygotowany i ogłoszony dużo wcześniej. Mowa o Ustawie Konstytucyjnej z dnia 15 lipca 1920 roku. Stan ten trwał do 1939 roku i wybuchu II Wojny Światowej. Po przegranej wojnie obronnej 1939 roku, w tym bitwy pszczyńskiej, ziemia pszczyńska została anektowana przez III Rzeszę do Okręgu Rzeszy Śląsk. Następnie od 1941 do czasu wyzwolenia ziemi pszczyńskiej Wola znajdowała się w Okręgu Rzeszy Górny Śląsk w rejencji katowickiej. Już w 1944 PKWN wydał Dekret o trybie powołania władz administracji ogólnej I i II instancji. W wyniku tego na ziemiach wyzwolonych powrócił podział administracyjny II Rzeczypospolitej, a Wola znalazła się w województwie śląskim. W wyniku kolejnej reformy w 1952 roku Wola weszła w skład województwa katowickiego, jako część gromady z siedzibą w Miedźnej. W latach 1975–1998 miejscowość należała administracyjnie do województwa katowickiego, podlegając bezpośrednio pod Gminę Miedźna. W wyniku reformy z 1999 roku Gmina Miedźna, a co za tym idzie Wola, znalazła się administracyjnie na terenie województwa śląskiego. Reforma z 1999 roku przywróciła trzystopniowy podział administracyjny umieszczając gminę Miedźna w powiecie pszczyńskim.

## Oświata
W Woli znajdują się:
1. Zespół Szkolno-Przedszkolny, w którego skład wchodzą:
  - Gminne Przedszkole Publiczne nr 1 z Oddziałami Integracyjnymi im. J. Tuwima
  - Szkoła Podstawowa nr 2 z Oddziałami Integracyjnymi im. Jana Pawła II
  - oddziały gimnazjalne Gimnazjum nr 2 z Oddziałami Integracyjnymi im. ks. prof. J. Tischnera
2. Zespół Szkół, w którego skład wchodzą:
  - Szkoła Podstawowa nr 1 im. Bronisława Malinowskiego
  - Technikum nr 1
  - oddziały gimnazjalne Gimnazjum nr 1 im. św. Jana Bosko
3. Gminne Przedszkole Publiczne nr 2 im. W. Chotomskiej w Woli
4. Gminne Przedszkole Publiczne nr 3 im. Kubusia Puchatka w Woli
5. Zespół „Kubusiowe Maluchy” w skład którego wchodzi klub dziecięcy oraz żłobek
6. Zespół Szkół Zawodowych i Ogólnokształcących

## Wspólnoty wyznaniowe
- Kościół rzymskokatolicki:
  - parafia pw. św. Urbana, która została wyodrębniona z parafii św. Klemensa w Miedźnej w 1870 roku[16].
  - parafia pw. Matki Bożej Piekarskiej, której początki sięgają 1987 roku;

- Świadkowie Jehowy:
  - zbór Wola k. Pszczyny (Sala Królestwa ul. Stawowa 66a)[17].

## Gospodarka

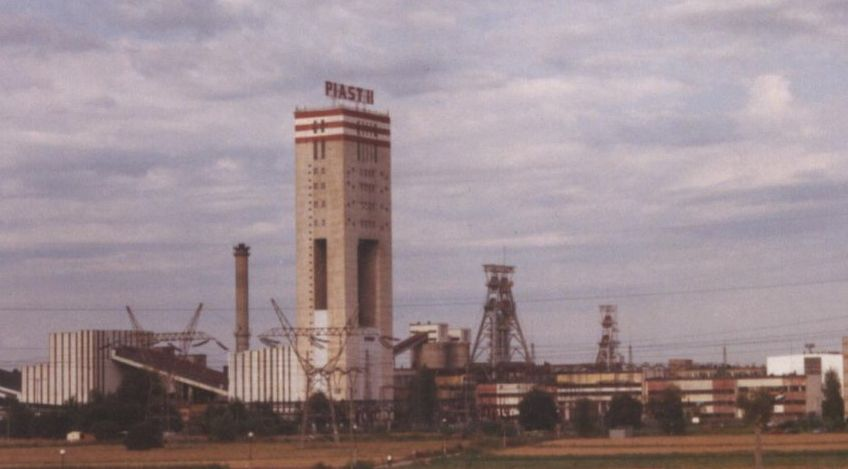
Kopalnia węgla kamiennego Piast, Ruch II (dawna kopalnia Czeczott) w 2001 roku

Największym ośrodkiem przemysłowym na terenie Woli od 1985 roku była Kopalnia Węgla Kamiennego „Czeczott”, od 1 lipca 2000 roku w związku z restrukturyzacją został przyłączony do Kopalni Węgla Kamiennego „Piast” i funkcjonował jako Ruch II. 29 lipca 2005 roku zakończono wydobycie węgla w tym rejonie. W dawnych wyrobiskach kopalni Czeczott utworzono podziemny zbiornik retencyjny gromadzący zasolone wody dołowe z wyrobisk okolicznych kopalń.
Po zamknięciu kopalni w Woli udało się powstałą próżnię wypełnić innymi zakładami pracy. Na terenie miejscowości funkcjonują m.in. Pszczyński Asfalt Sp. z o.o., Variohaus PL Sp. z o.o. czy Technologie Laserowe Sp. z o.o. Dodatkowo na terenie miejscowości znajduje się Katowicka Specjalna Strefa Ekonomiczna – Podstrefa Tyska.
W miejscowości swoją działalność prowadzi PKO Bank Polski oraz Bank Spółdzielczy w Miedźnej – Oddział w Woli. Mocno rozwinięta jest również sieć sklepów wielkopowierzchniowych. W Woli znajduje się Tesco, Biedronka, Dino, Netto oraz drogeria Rossmann. Działają również liczne mniejsze sklepy oraz placówki usługowe.

## Sport i rekreacja
W Woli znajduje się kompleks sportowo-rekreacyjny. W skład tegoż kompleksu wchodzi „Moje Boisko – Orlik 2012”, boisko sportowe z nawierzchnią trawiastą wraz z zapleczem technicznym i trybunami oraz kryta pływalnia.
Ponadto w Woli znajdują się dwa kluby sportowe: piłkarski LKS Sokół Wola założony 28 maja 1954 roku. Założycielami klubu byli Ludwik Niesyto, Sylwester Urbańczyk, Urban Rozmus, Alojzy Rozmus i Józef Rozmus, który został też pierwszym prezesem klubu z Woli. Obecnie występuje on w Klasie Okręgowej Zina 2018/2019 w grupie: Katowice I. W barwach Sokoła występował m.in. Dariusz Grzesik (zdobywca Superpucharu Polski z GKS Katowice oraz trzykrotny zdobywca Pucharu Polski – dwa razy z GKS Katowice, raz z Ruchem Chorzów). Wieloletnim działaczem, w tym prezesem, LKS Sokół Wola był Henryk Kula. Aktualnie pełni on funkcję prezesa Śląskiego Związku Piłki Nożnej.
Drugim klubem jest zapaśniczy GKS Piast Wola, założony pod nazwą GKS Czeczott Wola w roku 1990. Zapaśnicy z Woli swoje największe sukcesy święcili na przełomie wieków, kiedy masowo zdobywali medale mistrzostw Polski w różnych kategoriach wagowych, wygrywając dzięki temu również klasyfikacje drużynowe całych mistrzostw. Obecnie GKS Piast Wola skupia się na szkoleniu juniorów oraz kobiet, odnosząc na tym polu liczne sukcesy. W barwach klubu z Woli występowali m.in. Marek Garmulewicz, wielokrotny mistrz Polski, mistrz Europy, medalista mistrzostw Świata, uczestnik IO w Barcelonie, Atlancie, Sydney i Atenach. Podczas IO w Sydney, będąc reprezentantem górniczego klubu z Woli, uzyskał swoje najlepsze miejsce na olimpijskim turnieju zajmując 4 lokatę. W barwach GKS występowali również Michał Małkiewicz (medalista mistrzostw Polski, reprezentant Polski na mistrzostwach Świata i Europy), Witold Biskup (medalista mistrzostw Polski), Jacek Buczko (medalista mistrzostw Polski, zawodnik MMA – walczył m.in. dla federacji KSW) czy Maciej Miksa (medalista mistrzostw Polski). Działaczem, trenerem oraz prezesem GKS przez lata był Witold Ciemierz, aktualny wiceprezes ds. sędziowskich Polskiego Związku Zapaśniczego.
Trzecim klubem jest Uczniowski Klub Sportowy (Stowarzyszenie Piłkarsko–Siatkarskie) w Woli.
Przez Wolę przebiegają trzy trasy rowerowe: Międzynarodowa Trasa Rowerowa GREENWAYS, Wiślana Trasa Rowerowa i Lokalna Trasa Rowerowa.